# Asagena semideserta
Asagena semideserta es una especie de araña del género Asagena, familia Theridiidae, orden Araneae. La especie fue descrita científicamente por Ponomarev en 2005.

## Descripción
Los machos miden 2-2,3 milímetros de longitud y las hembras 2,3-3 milímetros.

## Distribución
Se distribuye por Kazajistán y Mongolia.